# Jolmogori
Jolmogori (del ruso: Холмого́ры) es un selo histórico y el centro administrativo del raión de Jolmogori del óblast de Arcángel, en Rusia. Está ubicado en la orilla izquierda del Dviná Septentrional, en la autopista M8, 75 km al sureste de Arcángel y 90 km al norte del Monasterio de San Troitski Antonievo-Siski. El nombre se deriva del finés Kalmomäki, que significa "colina de cadáveres" (cementerio).
El área de Jolmogori fue primero habitada por los fino-ugrios Savolotshij Thsuuds (savolokis), también llamados Yems o carelios en las crónicas antiguas de Nóvgorod. 
La primera población eslava en la región fueron los pomor de Vólogda más tarde de 1220. Ya en el siglo XIV, el pueblo (cuyo nombre pasó a pronunciarse Jolmogori) era un importante centro de comercio para la República de Nóvgorod en el norte de Rusia. Su importancia comercial incluso creció en 1554 cuando la Compañía de Moscovia convirtió a Jolmogori en su centro para las operaciones con pieles. Los suecos sitiaron el fuerte de madera durante el Período Tumultuoso (1613), pero tuvieron que retirarse (aunque posteriormente los rusos anunciaron esto, no existe ningún registro en las fuentes militares suecas). Durante los siglos XVII y XVIII fue un lugar de exilio, a remarcar el de la exregente Ana Leopóldovna y sus hijos.
En 1682 se consagró la catedral de Jolmogori (en la imagen en el siglo XIX), de seis pilares, la mayor de la región. Fue destruida por los soviéticos en la década de 1930. A pesar de ello, se conservan numerosos aserraderos y molinos antiguos en la zona. Lomonósovo, uno de los pueblos de los alrededores es el lugar de nacimiento del gran geógrafo y escritor ruso Mijaíl Lomonósov y del escultor Fedot Shubin. Como tradición artística local debemos destacar el grabado de colmillos de mamuts y morsas. La fábrica de grabado de huesos Lomonósov preserva la tradición medieval de este arte folclórico.

## Demografía
| Gráfica de evolución de Jolmogori entre 1959 y 2012 |
|                                                     |